# Misura di Radon
In matematica, una misura di Radon è una misura definita sulla sigma-algebra di uno spazio topologico di Hausdorff che è localmente finita e internamente regolare.
Un problema comune nell'ambito della teoria della misura è quello di trovare una nozione di misura compatibile con la topologia dello spazio topologico in questione. Solitamente per ottenere ciò si definisce una misura sulla sigma-algebra dei boreliani dello spazio, ma questo implica spesso il manifestarsi di alcune difficoltà, come il fatto che la misura può non avere un supporto ben definito. Un approccio alternativo è quello di restringersi a spazi topologici di Hausdorff localmente compatti, e considerare soltanto le misure che corrispondono a funzionali lineari positivi definiti su uno spazio di funzioni continue a supporto compatto. Alcuni autori utilizzano questo caso per la definizione di misura di Radon. In generale, se non vi sono restrizioni a misure non negative e complesse, allora le misure di Radon possono essere definite come costituenti il duale continuo dello spazio delle funzioni continue a supporto compatto.

## Definizione
Sia {\displaystyle m} una misura sulla σ-algebra formata dagli insiemi di Borel di uno spazio topologico di Hausdorff {\displaystyle X}. La misura {\displaystyle m} è una misura di Radon se, per ogni insieme di Borel {\displaystyle B}, {\displaystyle m(B)} è l'estremo superiore dei valori assunti da {\displaystyle m(K)} rispetto a tutti i sottoinsiemi compatti {\displaystyle K} di {\displaystyle B} (cioè si tratta di una misura internamente regolare) e per ogni punto di {\displaystyle X} esiste un intorno {\displaystyle U} tale per cui {\displaystyle m(U)} è una misura finita, ovvero è una misura localmente finita.
Si definisce spazio di Radon uno spazio metrico separabile {\displaystyle (M,d)} tale per cui ogni misura di probabilità di Borel su {\displaystyle M} è internamente regolare. Dal momento che una misura di probabilità è una misura localmente finita, ogni misura di probabilità su uno spazio di Radon è anche una misura di Radon.

### Spazi localmente compatti
Quando lo spazio di misura è uno spazio topologico localmente compatto la definizione di misura di Radon può essere espressa per mezzo dei funzionali lineari continui sullo spazio delle funzioni continue a supporto compatto. Questo rende possibile sviluppare la teoria della misura e dell'integrazione anche nell'ambito dell'analisi funzionale, in cui si notano somiglianze con la definizione del concetto di distribuzione.
Sia {\displaystyle X} uno spazio topologico localmente compatto. Le funzioni continue a valori reali che hanno supporto compatto definite su {\displaystyle X} formano uno spazio vettoriale {\displaystyle {\mathcal {K}}(X)=C_{C}(X)}, in cui si può definire naturalmente una topologia localmente convessa. Infatti, lo spazio {\displaystyle {\mathcal {K}}(X)} è l'unione degli spazi {\displaystyle {\mathcal {K}}(X,K)} composti da funzioni continue il cui supporto è contenuto in compatti {\displaystyle K}. Ognuno degli spazi {\displaystyle {\mathcal {K}}(X,K)} è uno spazio di Banach equipaggiato con la topologia della convergenza uniforme, ma in quanto unione di spazi topologici è un caso particolare di limite diretto di spazi topologici, e pertanto assume la topologia del limite diretto indotta dagli spazi {\displaystyle {\mathcal {K}}(X,K)}.
Se {\displaystyle m} è una misura di Radon su {\displaystyle X}, la mappa:
{\displaystyle I:f\mapsto \int f\,dm}
è una trasformazione lineare continua e positiva dallo spazio {\displaystyle {\mathcal {K}}(X)} in {\displaystyle \mathbb {R} }. Il fatto che sia positiva significa che l'integrale {\displaystyle I(f)\geq 0} quando {\displaystyle f} è non-negativa, mentre la continuità è intesa rispetto alla topologia del limite diretto, che è equivalente a dire che per ogni sottoinsieme compatto {\displaystyle K} di {\displaystyle X} esiste una costante {\displaystyle M_{K}} tale che per ogni funzione continua a valori reali {\displaystyle f} definita su {\displaystyle X} con supporto contenuto in {\displaystyle K} si verifica:
{\displaystyle |I(f)|\leq M_{K}\sup _{x\in X}|f(x)|}
Viceversa, per il teorema di Riesz-Markov, ogni funzionale lineare positivo su {\displaystyle {\mathcal {K}}(X)} può essere definito per mezzo di un'integrazione rispetto alla misura di Radon, ed è quindi un funzionale continuo.
Si definisce inoltre misura di Radon a valori reali un qualsiasi funzionale lineare continuo su {\displaystyle {\mathcal {K}}(X)}, cioè appartenente al duale di {\displaystyle {\mathcal {K}}(X)}. Una misura di Radon a valori reali non è necessariamente una misura con segno.
Per completare la caratterizzazione della teoria della misura per spazi localmente compatti da un punto di vista analitico si devono estendere la misura e l'integrazione per funzioni che non sono continue e aventi supporto compatto. Questo è possibile, in vari passaggi, per le funzioni a valori reali o complessi: 
- inizialmente si definisce l'integrale superiore {\displaystyle \mu ^{*}(g)} (ovvero il sup del valore dell'integrale {\displaystyle \mu } con estremo di integrazione superiore variabile) per funzioni inferiormente semicontinue {\displaystyle g} a partire dalle funzioni a supporto compatto {\displaystyle h\leq g} come l'estremo superiore dei numeri positivi {\displaystyle \mu (h)};
- quindi si definisce l'integrale superiore {\displaystyle \mu ^{*}(f)} per funzioni positive reali {\displaystyle f\leq g} come l'estremo inferiore degli integrali superiori {\displaystyle \mu ^{*}(g)};
- si definiscono successivamente lo spazio vettoriale {\displaystyle F(X,\mu )} delle funzioni {\displaystyle f} su {\displaystyle X} il cui valore assoluto ha integrale superiore {\displaystyle \mu ^{*}(|f|)} finito, e tale integrale definisce una seminorma sullo spazio, che risulta completo rispetto alla topologia indotta dalla seminorma.
- Si procede poi con la definizione dello spazio vettoriale {\displaystyle L^{1}(X,\mu )} delle funzioni integrabili come la chiusura in {\displaystyle F} dello spazio delle funzioni continue a supporto compatto, e dunque con l'introduzione (tramite estensione per continuità) dell'operatore integrale. La misura di un insieme è quindi definita attraverso l'integrale (se esiste) della funzione indicatrice dell'insieme stesso.

Tramite questa procedura si ottiene una teoria identica a quella che definisce le misure di Radon come funzioni che assegnano un numero agli insiemi di Borel dello spazio {\displaystyle X}.

## Esempi
Sono misure di Radon:
- La misura di Lebesgue su uno spazio euclideo (ristretta ai sottoinsiemi di Borel).
- La misura di Haar su ogni gruppo topologico localmente compatto.
- La misura di Dirac su ogni spazio topologico.
- La misura gaussiana su uno spazio euclideo {\displaystyle \mathbb {R} ^{n}} con la sigma-algebra di Borel.